# 白皮猪

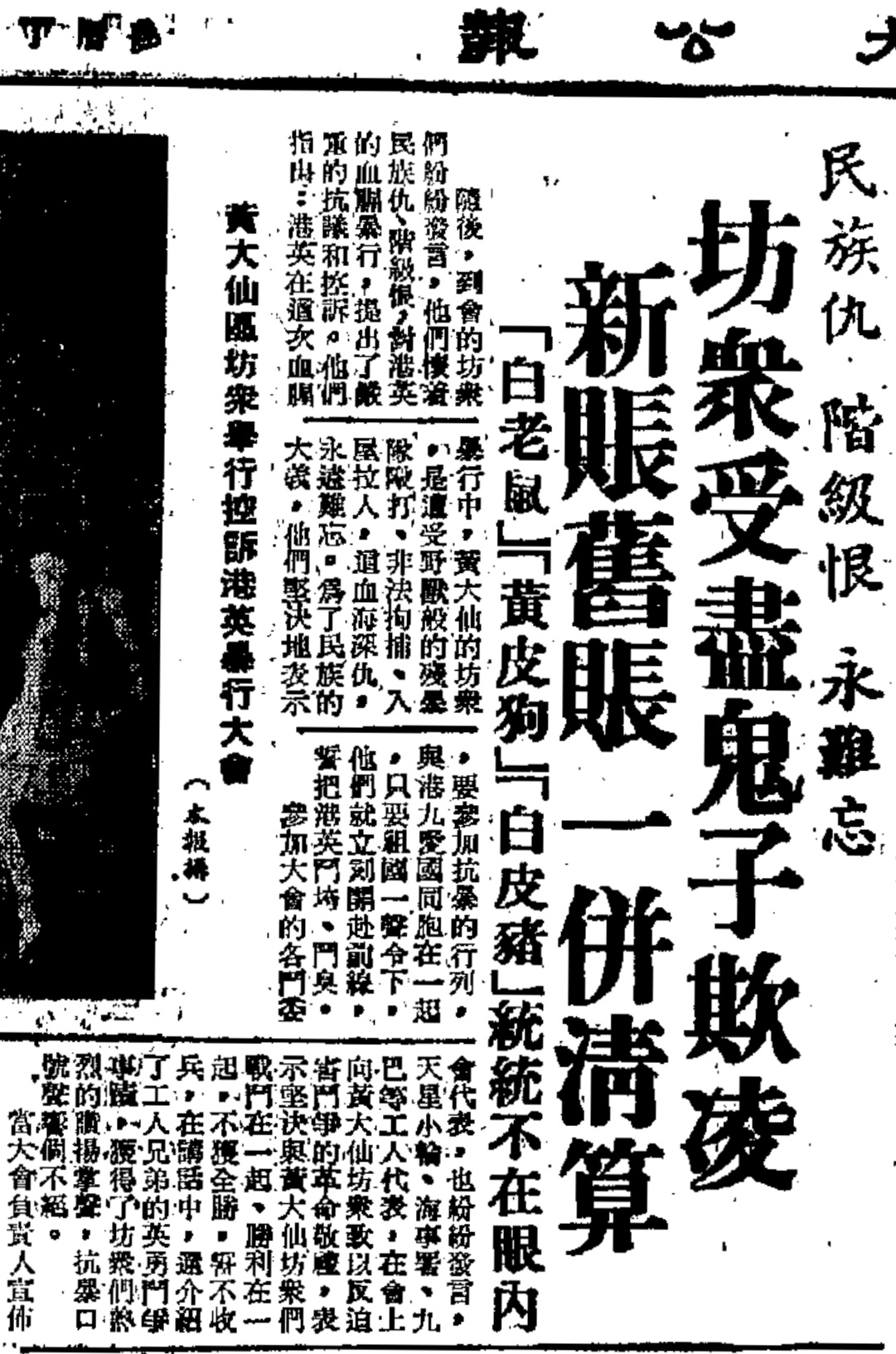
《大公報》在六七暴動的新聞標題稱香港警察是「白皮豬」及「黃皮狗」，刊登於1967年6月15日。

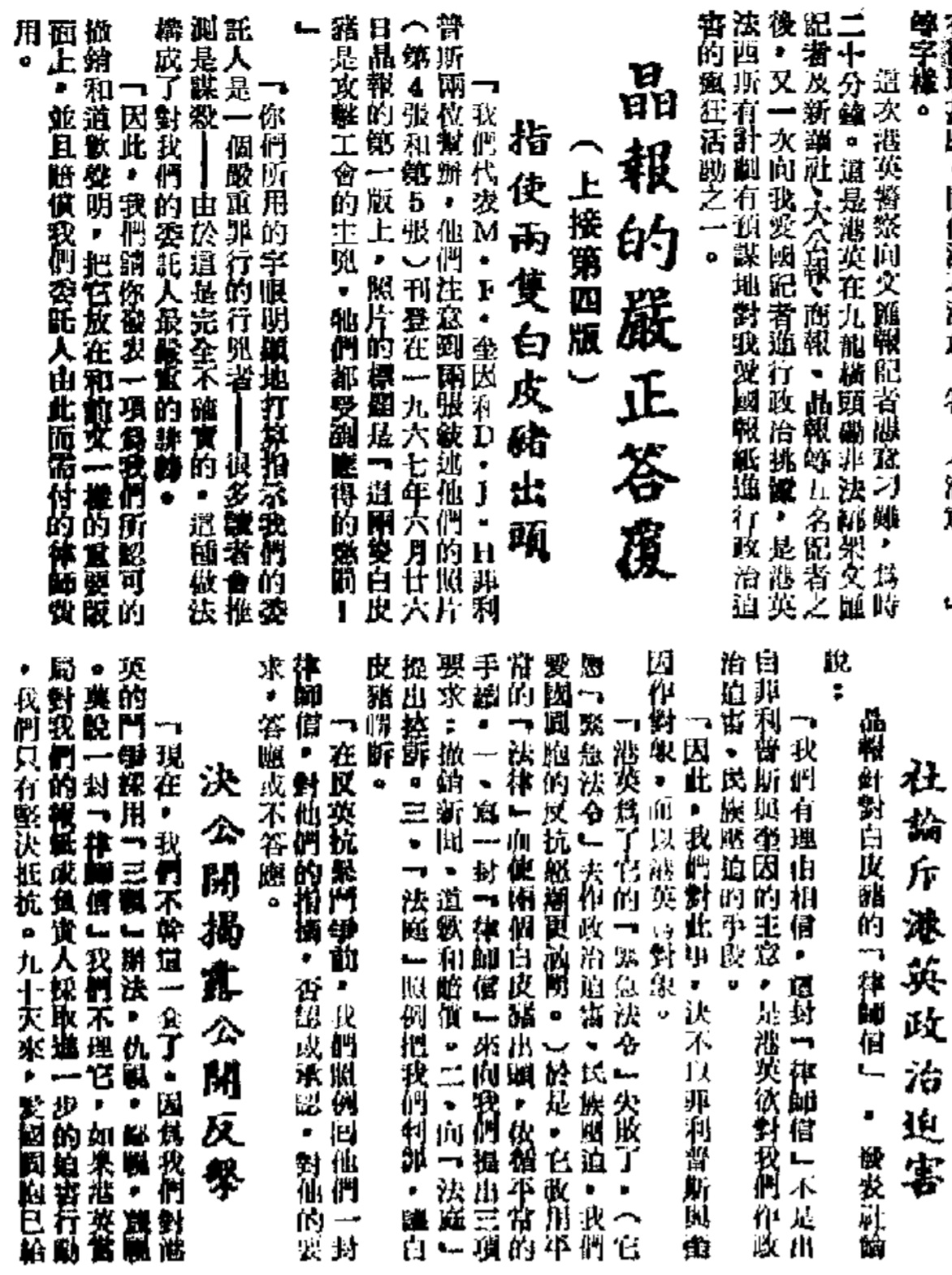
《大公報》於新聞標題及內容稱呼對六七暴動執行止暴制亂的香港警務處督察是「白皮豬」，刊登於1967年8月8日。

白皮猪（White Pig，White Skinned Pig）是東亞地區部分人对白种人的一种称呼，形容白种人是极度自私、贪婪的性格。

## 起源
“白皮猪”本义是猪的品种，如白肤色的约克夏猪（亦称大白猪）。这些猪品种来自近代欧洲畜牧业，因此被用来指代外国入侵者。
一说起源于上海。产生于八国联军入侵中国之后，因为对西方不满，上海滩对洋人始有“白皮猪猡”一称。后用于对在上海生活但生活条件较为贫困的西方人。
一说起源于香港。1967年香港發生六七暴動，鬥委會指揮暴徒周圍縱火、搗毀公共設施、破壞電車及燒巴士，對於香港警察對左派暴徒採取執法行動，左派則發起宣傳戰，在街上貼大字報，把服務於香港警察的白種人稱作「白皮豬」，華裔警察則被左派暴徒蔑稱為「黃皮狗」，鬥委會後來更發動造成警察及市民死傷的連串炸彈襲擊，並且將「白皮豬」擴大為所有在香港投資或營運的歐美資公司的白種人老闆及管理層，左派又將「黃皮狗」的蔑稱擴大至所有支持社會穩定或不支持左派暴動的華裔香港市民。

## 其他用法
清末时的上海，盗匪团伙用“白皮猪”指身上没有珍贵物品的被劫者。
英國殖民時期至英國人離開後至今的星馬華人圈中提及的“白皮豬”一般是指英國官員或洋人，而在後期也出現了別稱為“白皮人”。